# Rienat Janbajew
Rienat Rudolfowicz Janbajew (ros. Ренат Рудольфович Янбаев, ur. 7 kwietnia 1984 w Nogińsku) – rosyjski piłkarz grający na pozycji bocznego obrońcy lub pomocnika.

## Kariera klubowa
Janbajew pochodzi z rodziny tatarskiej. Pierwszym jego klubem w karierze był zespół Anży Machaczkała. W 2003 roku zadebiutował w jego barwach w Pierwszej Dywizji, jednak nie zdołał awansować z klubem do Premier Ligi. W 2004 roku odszedł więc do CSKA Moskwa, jednak przez cały sezon nie rozegrał żadnego ligowego spotkania i nie miał udziału w wywalczeniu wicemistrzostwa Rosji. W 2005 roku został zawodnikiem FK Chimki, z którym był bliski awansu do rosyjskiej ekstraklasy.
W 2006 roku Rienat znowu zmienił barwy klubowe i trafił do Kubania Krasnodar, w którym był jednym z czołowych zawodników i na koniec roku wywalczył z nim mistrzostwo Pierwszej Dywizji i awans do Premier Ligi. W rosyjskiej Premier Lidze swój pierwszy mecz rozegrał 11 marca 2007 w zremisowanym 0:0 domowym spotkaniu z Lokomotiwem Moskwa. W zespole Kubania grał do lata tamtego roku.
W trakcie sezonu 2007 Janbajew został piłkarzem stołecznego Lokomotiwu, a 25 lipca rozegrał dla niego swój pierwszy mecz – Lokomotiw uległ wówczas na wyjeździe FK Rostów 0:3. Na koniec sezonu zajął z Lokomotiwem 7. pozycję w lidze i zdobył Puchar Rosji. W 2012 roku został wypożyczony do Zenitu Petersburg, z którym wywalczył wicemistrzostwo Rosji. W sezonie 2014/2015 sięgnął z Lokomotiwem po swój drugi Puchar Rosji.
13 czerwca 2017 Janbajew podpisał dwuletni kontrakt z Krasnodarem. Jednak w koszulce Bulls obrońca pojawił się na boisku tylko trzy razy. W dniu 24 lipca 2018 roku umowa klubu z Rienatem została rozwiązana za porozumieniem stron.
| Sezon   | Klub             | Kraj  | Rozgrywki        | Mecze | Bramki |
| ------- | ---------------- | ----- | ---------------- | ----- | ------ |
| 2003    | Anży Machaczkała | Rosja | Pierwyj diwizion | 20    | 1      |
| 2004    | CSKA Moskwa      | Rosja | Priemjer-Liga    | 0     | 0      |
| 2005    | FK Chimki        | Rosja | Pierwyj diwizion | 20    | 0      |
| 2006    | Kubań Krasnodar  | Rosja | Pierwyj diwizion | 42    | 4      |
| 2007    | Kubań Krasnodar  | Rosja | Priemjer-Liga    | 12    | 1      |
| 2007    | Lokomotiw Moskwa | Rosja | Priemjer-Liga    | 12    | 0      |
| 2008    | Lokomotiw Moskwa | Rosja | Priemjer-Liga    | 27    | 0      |
| 2009    | Lokomotiw Moskwa | Rosja | Priemjer-Liga    | 30    | 0      |
| 2010    | Lokomotiw Moskwa | Rosja | Priemjer-Liga    | 30    | 0      |
| 2011/12 | Lokomotiw Moskwa | Rosja | Priemjer-Liga    | 35    | 0      |
| 2012/13 | Zenit Petersburg | Rosja | Priemjer-Liga    | 11    | 1      |
| 2012/13 | Lokomotiw Moskwa | Rosja | Priemjer-Liga    | 11    | 1      |
| 2013/14 | Lokomotiw Moskwa | Rosja | Priemjer-Liga    | 19    | 0      |
| 2014/15 | Lokomotiw Moskwa | Rosja | Priemjer-Liga    | 16    | 0      |
| 2015/16 | Lokomotiw Moskwa | Rosja | Priemjer-Liga    | 10    | 0      |
| 2016/17 | Lokomotiw Moskwa | Rosja | Priemjer-Liga    | 16    | 0      |
| 2017/18 | FK Krasnodar     | Rosja | Priemjer-Liga    | 1     | 0      |
| 2020/21 | Znamya Noginsk   | Rosja | Wtoroj diwizion  | 23    | 1      |
| 2021/22 | Znamya Noginsk   | Rosja | Wtoroj diwizion  | 20    | 0      |

## Kariera reprezentacyjna
W reprezentacji Rosji Janbajew zadebiutował 28 maja 2008 roku w wygranym 2:1 towarzyskim spotkaniu z Serbią. Niedługo po debiucie został powołany przez selekcjonera Guusa Hiddinka do kadry na Euro 2008.